# キープ・ア・ノッキン
「キープ・ア・ノッキン」(Keep A-Knockin' (But You Can't Come In)) は、長年にわたって多数のミュージシャンたちによって録音されてきたポピュラー音楽の楽曲。歌詞は、ドアのところで中へ入れてもらえない恋人のことを歌っており、一部のバージョンでは、誰か別の人物が既に部屋の中にいるのが理由になっているが、ほとんどのバージョンでは、ドアをノックしている側の恋人が酷い振る舞いをしたことが理由になっている。
初期の一部のバージョンには、クレジットがペリー・ブラッドフォードとJ・メイヨー・ウィリアムズとされているものがある。この曲のバリエーションは、1928年にジェイムス・ブードル・イット・ウィギンズ、1935年にリル・ジョンソン、1936年にミルトン・ブラウン、1939年にルイ・ジョーダンがそれぞれ録音している。歌詞が似たテーマを歌っている作品に、1946年の「Open the Door, Richard」があるが、そちらの内容はノックしている側の視点に立ったものである。
ウィギンズのバージョンは、「Keep Knockin' An You Can't Get In」と題されて、1928年2月ことにイリノイ州シカゴで録音され、同年中にパラマウント・レコードからリリースされた（カタログ番号：12662）。
1957年に、リトル・リチャードがこの曲をアップテンポのロックンロールの楽曲として録音し、この「Keep A-Knockin」はアメリカ合衆国のR&Bチャートで最高2位、ポップ・チャートで最高8位まで上昇した。このバージョンは、通常はリトル・リチャードの権利上の名義である「ペニマン (Penniman)」と、ウィリアムズ、バート・メイズ (Bert Mays) の共作とされている。リトル・リチャードは、この曲の再録音を4回しており、それぞれアルバム『Little Richard's Greatest Hits』（1965年）、『Little Richard Live』（1976年）、『Shake It All About』（1992年）、1998年の映画『Why Do Fools Fall in Love』のサウンドトラック・アルバムに収録した。アルバム『Shake It All About』に収録されたバージョンは、ピアノとボーカルだけの極めてシンプルな編曲で、リトル・リチャードは間奏部の語りで子どもたちとノックに関わる冗談をやりとりしている。
リトル・リチャードのバージョンは、日本では、B面に「波路はるかに (By the Light of the Silvery Moon)」を収録したシングルとして1963年にリリースされた。

## パーソネル
- リトル・リチャード - ボーカル、ピアノ
- ウェルバート・スミス (Wilbert Smith)、グレイディ・ゲインズ（英語版）、クリフォード・バークス (Clifford Burks) - テナー・サクソフォーン
- サミュエル・パーカー (Samuel Parker) - バリトン・サクソフォーン
- ナサニエル・ダグラス (Nathaniel Douglas) - ギター
- チャールズ・コナー（英語版） - ドラムス[6]

## 評価と影響
後に『ローリング・ストーン』誌は、「ローリング・ストーンの選ぶオールタイム・グレイテスト・ソング500」において、「キープ・ア・ノッキン」を442位にランクした。「I Hear You Knocking」と題されたアンサーソングは、デイヴ・バーソロミューとパール・キングが書き、スマイリー・ルイスが1955年に録音した。チャールズ・コナーが演奏したリトル・リチャードの曲のドラムスのパートは、後のエディ・コクランの「Somethin' Else」に着想を与え、アール・パーマーによる特徴的なドラムビートが盛り込まれた。ルイ・ジョーダンが録音したバージョンは、2015年のビデオゲーム『Fallout 4』で、ゲーム中のラジオ局「Diamond City Radio」から流れる音楽として使用された。
リトル・リチャードのバージョンは、大衆文化の中で数多く使用されてきた。『フルハウス』のエピソード「必死の場つなぎ (Too Little Richard Too Late)」では、リトル・リチャード自身が登場して演奏した。NBCテレビのシリーズ『Friday Night Videos』のオープニング・テーマでは、歌詞を変えたバージョンが用いられた。この曲が映画で使用された例の中には、『チーチ&チョン スモーキング作戦 (Up in Smoke)』、『クリスティーン (Christine)』があり、『ホーム・アローン』の劇場予告編でも使われた。